# Caroli Foods
Caroli Foods Group este unul dintre principalii producători de produse de carne ambalată din România, compania fiind înființată în anul 1994 de către familia libaneză El Solh și vândută în 2017 către grupul alimentar multinațional Sigma. Odată cu această achiziție, compania a început să treacă printr-un proces de transformare pentru a se alinia la standardele și cultura Sigma. 
Activitatea companiei constă în producția de produse de carne procesată (salam, parizer, crenvurși, cârnați etc.) și produse gata preparate (cu carne și vegetariene). Producția companiei are loc în fabrica din Pitești și produsele sunt distribuite la nivel național prin intermediul centrelor logistice deținute de companie în România.
Branduri
Caroli
Sissi
Maestro
Campofrio
Primo 
Istoric
1994
Compania își începe activitatea într-o mică fabrică din București, prin lansarea brandului Caroli. 
1999
Este preluată compania Comein Trade București și denumirea ei este schimbată în Caroli Prod, care preia ulterior pachetul majoritar de acțiuni al Indcarf SA Pitești.
2003
Caroli Prod cesionează acțiunile de la Indcarf către AG Invest (ulterior denumită Caroli Brands), iar TC Caffaires achiziționează de la Indcarf fabrica din Pitești (actuala locație de producție a companiei).
În același an, compania achiziționează brandul Gourmet, reprezentând una dintre puținele tranzacții din industria mezelurilor la acel moment de pe piață.
2006
Compania achiziționată fabrica de mezeluri Maestro din Cluj, brandul Maestro fiind lider de piață în Transilvania. 
2009 - 2010
În 2009, numele companiei devine Caroli Foods Group și, în 2010, fuzionează cu Tabco-Campofrio, parte a grupului Campofrio Spania, lider în Europa. 
2017
Compania Caroli Foods Group este achiziționată de Sigma, un grup alimentar multinațional, care operează 65 de unități de producție și 184 de centre de distribuție, în 18 țări din Europa, America de Nord și America de Sud. Compania multinațională Sigma produce și comercializează o gamă variată de produse, inclusiv carne ambalată și proaspătă, produse lactate, produse pe bază de plante, precum și produse alimentare congelate sau gata de consum.
Certificări
ISO 9001:2015 Managementul calității
ISO 14001:2015 Sistemul de management al mediului
HACCP (Analiza Riscurilor și Punctelor Critice de Control)
IFS Food Versiunea 7
Certificarea Fără gluten 
IFS Logistics Versiunea 2.3 
În plus, în 2022, compania primește înalta distincție de Furnizor al Casei Regale a României pentru produsele de sub brandul Sissi. Conform statutului, titlul de Furnizor al Casei Regale a României este recunoscut pentru calitatea serviciilor și produselor de pe piața locală și se acordă pentru o perioadă de trei ani.
Logistică
Compania are 11 centre logistice în România, sub formă de depozit & crossdocking: Oarja (jud. Argeș), Pitești, Brașov, Cluj, Constanța, Craiova, Giurgiu (KM 23, A1 București – Pitești), Sibiu, Timișoara, Brăila și Bacău.
Pe lângă distribuirea propriilor produse la nivel național, compania asigură și servicii logistice pentru parteneri importanți din industrii conexe în zona de food.
Export
Din anul 2008, compania desfășoară o activitate importantă de export în numeroase orașe din Europa: Marea Britanie, Spania, Franța, Belgia, Germania, Cipru, Italia, Irlanda, Austria, Olanda, Polonia, Danemarca.
Capacitatea de producție anuală: 45.000 tone de carne procesată
Număr de angajați în 2023: 1.400
Cifra de afaceri:
- 2022: 545.499.127 RON
- 2021: 477.541.016 RON